# Hyposidra deceptatura
Hyposidra deceptatura là một loài bướm đêm trong họ Geometridae.